# Burg Kranichberg
Die Burg Kranichberg ist eine Höhenburg rund 5 km südöstlich von Gloggnitz in der Katastralgemeinde Kranichberg in der Marktgemeinde Kirchberg am Wechsel im Bezirk Neunkirchen in Niederösterreich.
Die ehemalige Wehrburg ist ein dreistöckiger Bau mit annähernd quadratischem Grundriss, hat einen fünfstöckigen Bergfried und dürfte Anfang des 13. Jahrhunderts errichtet worden sein. Zur Anlage gehört auch eine weitläufige Vorburg, durch die die Straße von Gloggnitz über den Ramssattel nach Kirchberg führt.
Bereits um 1150 erscheint ein Siggefridus de Craneberch in Urkunden. Die Burg war im Besitz der Herren von Kranichberg (Ministeriale der Grafen von Formbach und Pitten). Die Familie hatte auch Besitzungen an der Donau, im Wald- und im Mühlviertel. Nach dem Aussterben des auf Kranichberg sitzenden Zweiges wird 1352 Ulrich II. von Walsee-Graz als Herrschaftsinhaber erwähnt. 1363 folgte Leutold von Stadeck. Die Tochter des letzten Stadeckers heiratete 1400 Ulrich von Montfort. Sein Vater war der bekannte Minnesänger Hugo von Montfort. Nach 1420 war Kranichberg bereits landesfürstlich und mehrfach verpfändet.
1480 wurde die Burg vom ungarischen König Matthias Corvinus eingenommen und nach dem Frieden von Pressburg 1491 zurückgestellt. 1602 verkaufte die Hofkammer die Herrschaft an Hans Unterholzer, der sie von Pflegern verwalten ließ. 1661 gelangte Johann Franz Graf Lamberg in den Besitz der Burg. 1745 zerstörte ein Brand große Teile der Anlage, darunter Eingangsfront und Westtrakt. Der damalige Eigentümer Anton Franz Adam Graf von Lamberg baute die Anlage im barocken Stil teilweise wieder auf und verkaufte sie 1769 an die Erzdiözese Wien. Im Zweiten Weltkrieg wurde die Burg als Quartier für vorwiegend deutsche Aussiedler aus der Dobrudscha genutzt. 1970 wurde die Anlage von der Erzdiözese an einen neuen Besitzer verkauft, anschließend erfolgte ein mehrfacher Eigentümerwechsel.
Zuletzt wurde die Anlage für gastgewerbliche Zwecke genutzt, in der Vorburg war ein gehobenes Hotel untergebracht, welches jedoch seit einigen Jahren geschlossen war. Anfang des Jahres 2018 wurde die Burg von der bisherigen Eigentümerin Astrid Hübner an ein Ehepaar verkauft. Es ist geplant, in den Räumlichkeiten ein Puppen- und Spielwarenmuseum sowie ein Begegnungszentrum für Kunst und Kultur einzurichten. (Siehe Puppenhausmuseum Sankt Thomas am Blasenstein.)

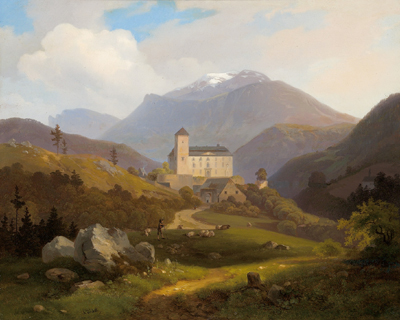
Burg Kranichberg, im Hintergrund der Schneeberg; Ölgemälde von Alexander Trichtl
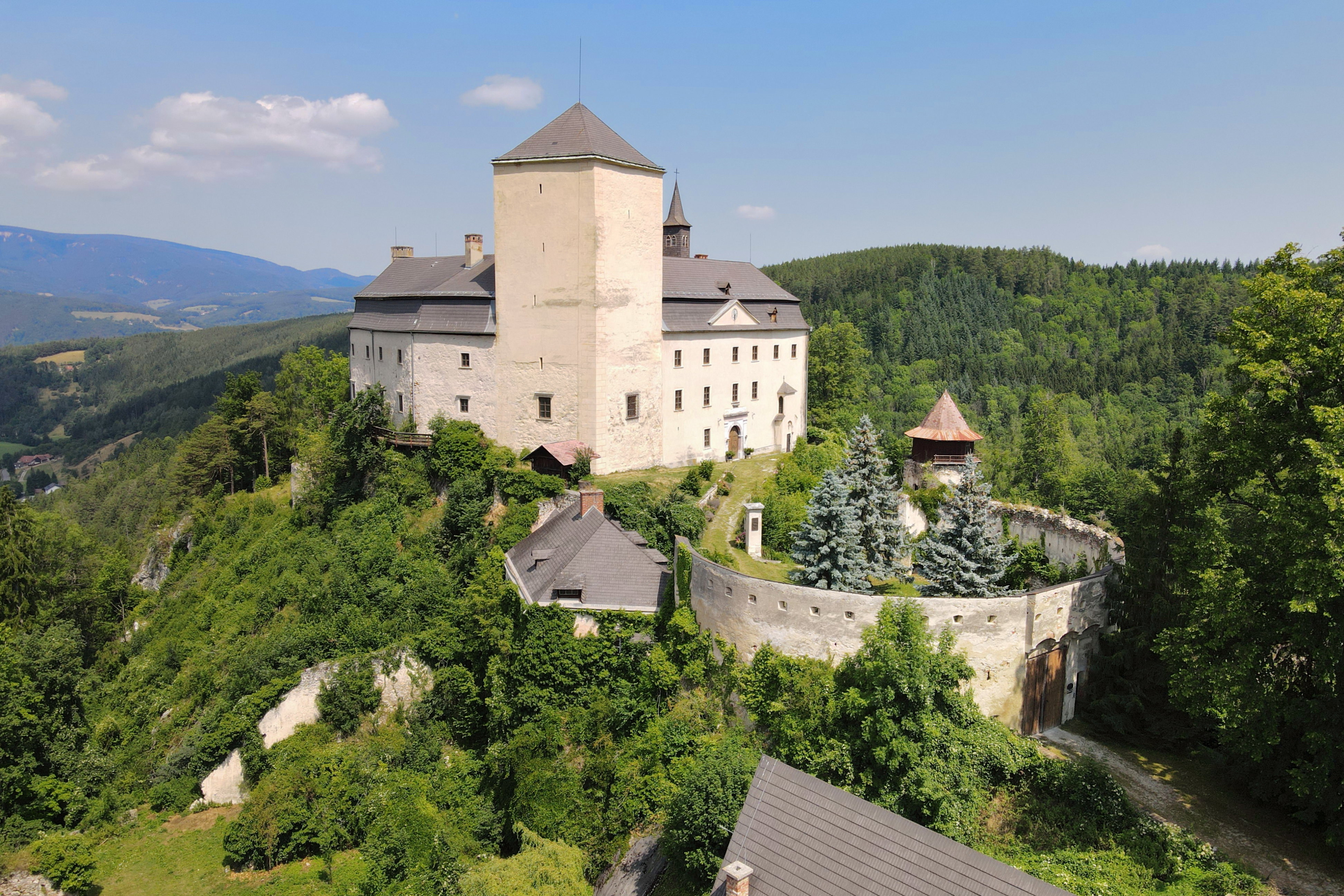
Südansicht der Burg
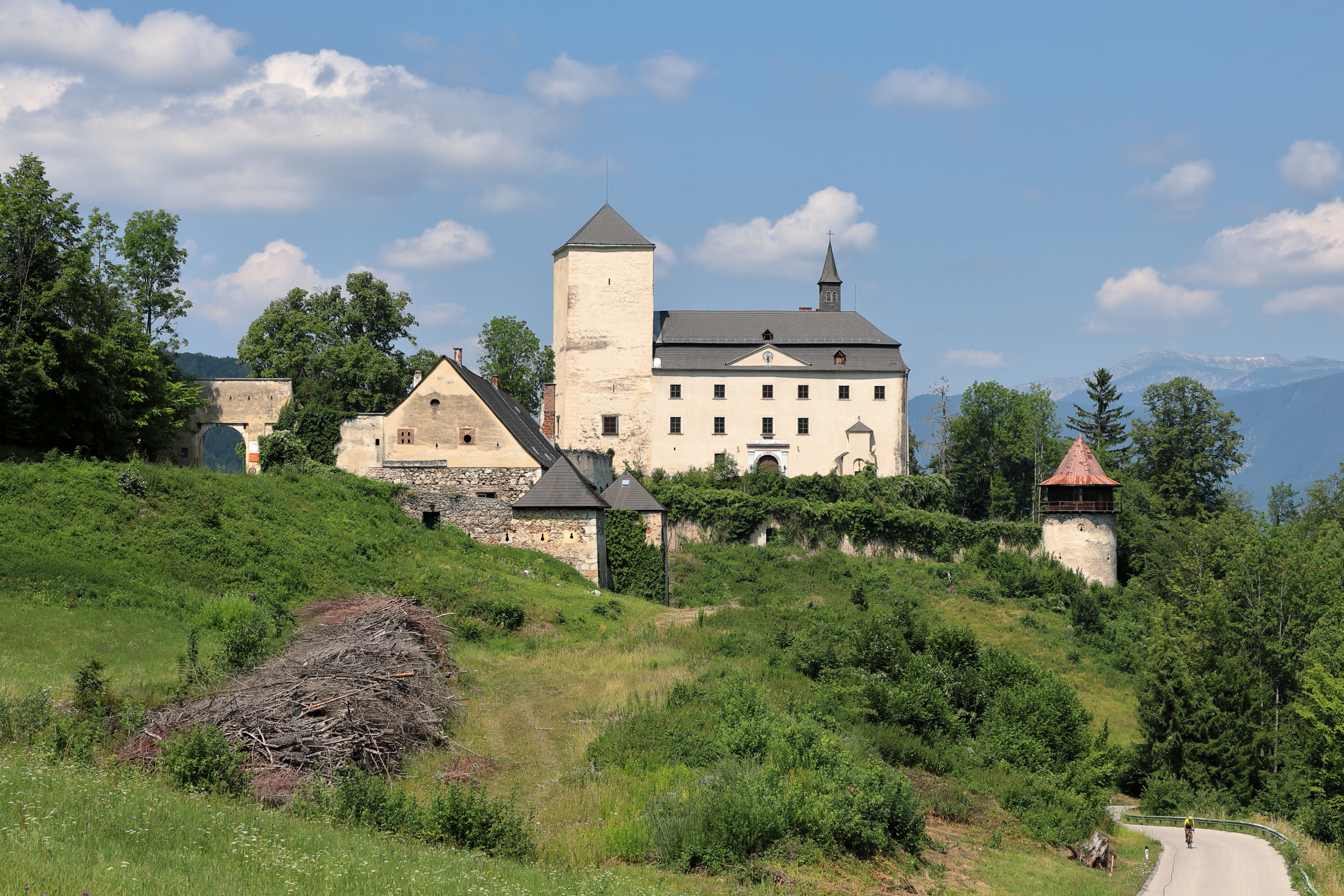
Südostansicht der Burg
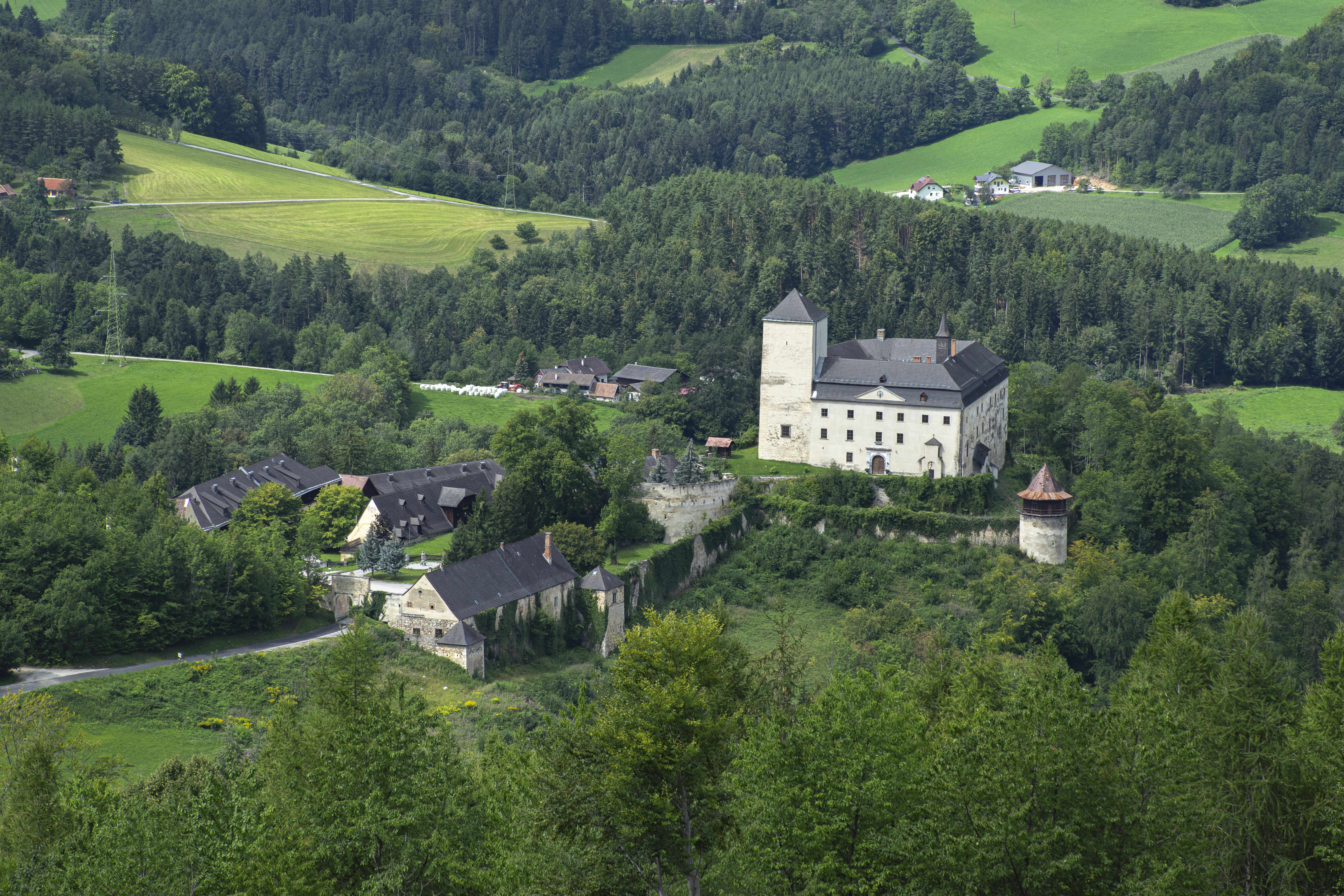
Ostansicht der Burganlage